# Park Narodowy Joshua Tree

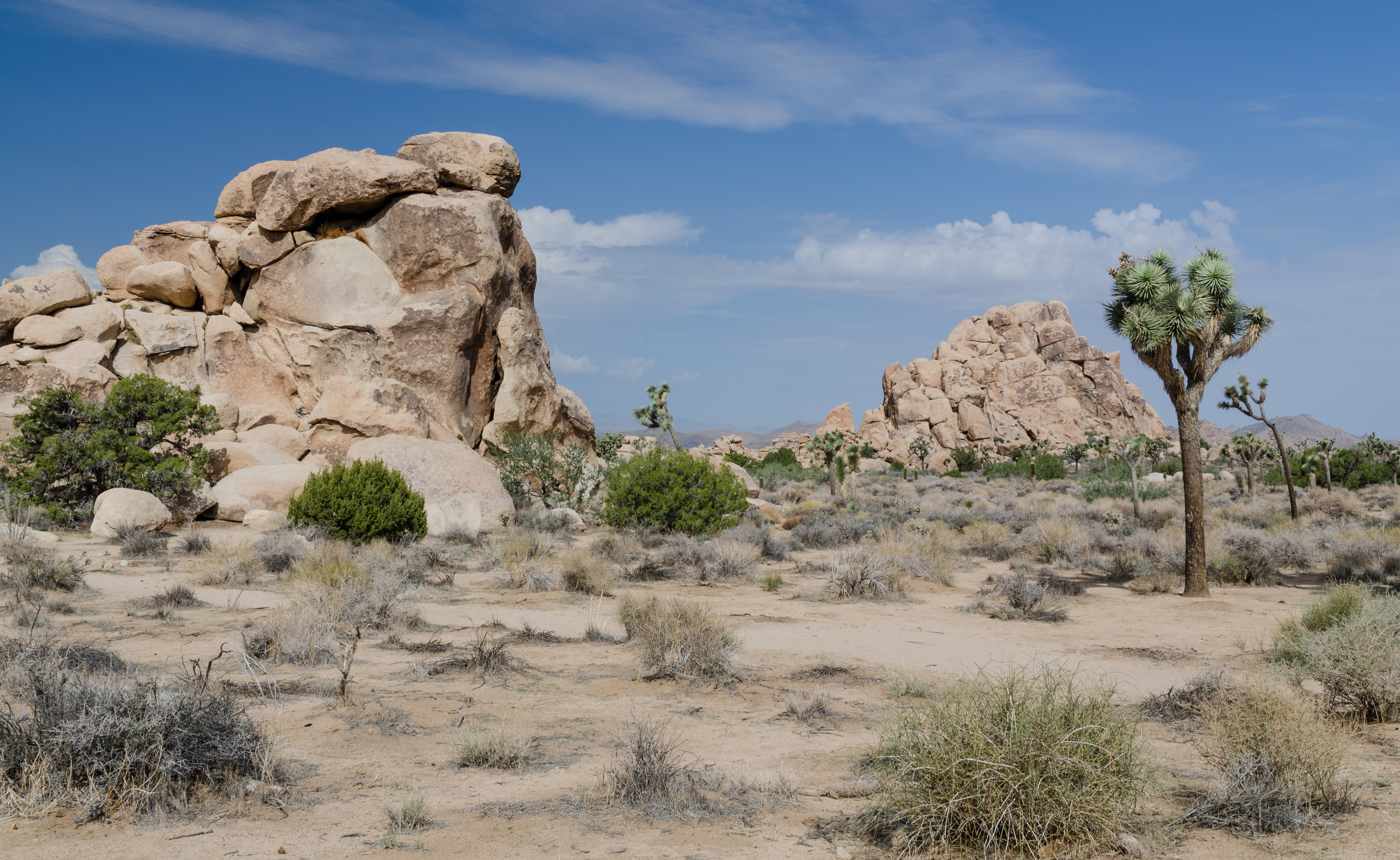
Park Narodowy Joshua Tree (2013)

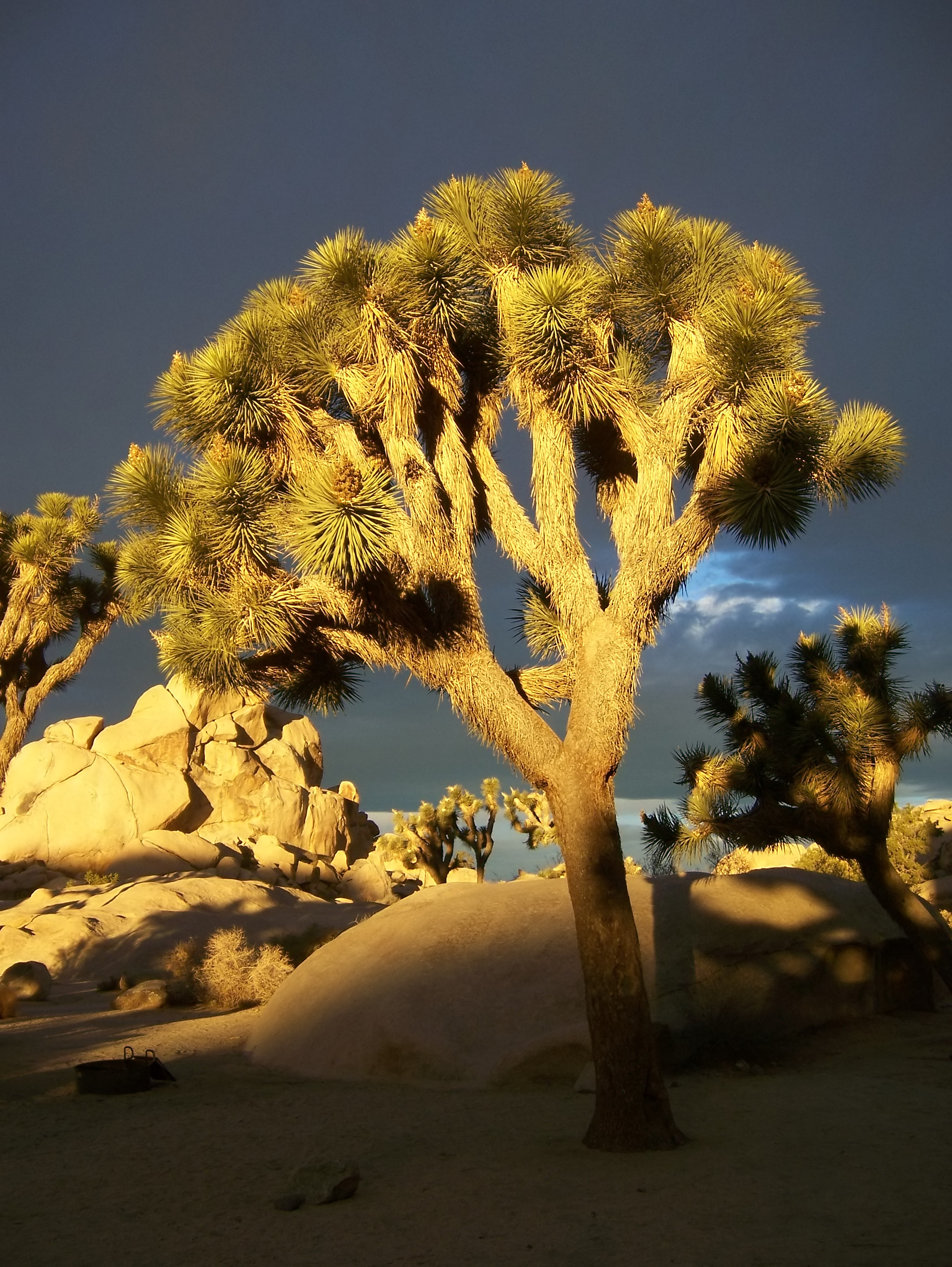
Drzewo Jozuego (jukka krótkolistna) w Parku Narodowym Joshua Tree

Park Narodowy Joshua Tree (ang. Joshua Tree National Park) – park narodowy w południowo-wschodniej części Kalifornii w hrabstwach Riverside i San Bernardino. Został ustanowiony jako pomnik narodowy w 1936 roku i podniesiony do rangi parku narodowego w roku 1994. Nazwa parku wywodzi się od charakterystycznych drzew Jozuego, które występują powszechnie na jego terenie.
Park zajmuje powierzchnię 3196 km² i usytuowany jest na terenie dwóch pustyń. Wschodnia część leży w obrębie pustyni Kolorado, będącej częścią pustyni Sonora. Zachodnia część parku leży w obrębie położonej wyżej, chłodniejszej i wilgotniejszej pustyni Mojave. Na terenie parku znajduje się pięć naturalnych oaz.
Ponieważ ponad 18 milionom ludzi dojazd do parku zajmuje mniej niż trzy godziny, jest on popularnym miejscem turystycznym. Na terenie parku znajduje się dziewięć kempingów oferujących łącznie 523 miejsca kempingowe oraz wytyczonych jest ponad 300 kilometrów szlaków pieszych. Po uzyskaniu stosownego pozwolenia dopuszczalne jest również poruszanie się poza wytyczonymi szlakami i rozbijanie namiotów poza polami kempingowymi.
Ze względu na powszechnie występujące na terenie parku skupiska naturalnych form skalnych oraz olbrzymich głazów o fantastycznych kształtach jest on popularnym miejscem dla uprawiania wspinaczki oraz boulderingu. Jedną z najbardziej popularnych i łatwo dostępnych atrakcji parku jest formacja skalna przypominająca swoim kształtem ludzką czaszkę (ang. Skull Rock).

## Klimat
Klimat w parku zmienia się wraz z położeniem i wysokością nad poziomem morza, ale ogólnie jest pustynny. Najkorzystniejszymi porami roku do zwiedzania parku są wiosna i jesień, gdy średnia temperatura wynosi około 30 °C w dzień i 10 °C nocą. Zimą temperatura może spadać poniżej zera w nocy i wynosi około 15 °C w dzień. Latem średnia temperatura sięga 40 °C w ciągu dnia. O tej porze roku temperatura nocą jest również wysoka i wynosi przeciętnie około 25 °C. Przeciętny poziom rocznych opadów atmosferycznych w parku nieznacznie przekracza 10 centymetrów.

## Historia
Ślady obecności ludzi na obecnym obszarze Parku Narodowego Joshua Tree sięgają co najmniej 5000 lat wstecz. Pierwszą znaną cywilizacją na terenie parku była kultura Pinto. Następnie obszary parku były zamieszkane przez Indian z plemion Serrano, Chemehuevi i Cahuilla.
W XIX wieku powszechnie występujące wówczas w parku pastwiska przyciągnęły kowbojów zajmujących się wypasem bydła. Aby zapewnić swoim stadom wystarczającą ilość wody do picia kowboje uregulowali przepływ wody w parku, budując liczne tamy. Z kolei w okresie gorączki złota poszukiwacze tego metalu wybudowali na terenie parku liczne kopalnie i łączące je drogi dojazdowe.
Na początku XX wieku tereny parku zaczęły przyciągać osadników. Przyczyniło się do tego kilka czynników – rząd federalny oferował wybranym osadnikom 65-hektarowe działki ziemi, a począwszy od 1912 roku kilkuletnie ponadprzeciętne opady deszczu sprawiły, że ziemia wydała wysokie, jak na warunki pustynne, plony. Ponadto wielu weteranów I wojny światowej szukało miejsca zamieszkania w ciepłym i suchym klimacie, aby złagodzić negatywne skutki zatrucia gazem musztardowym. Osadnicy uprawiali pola oraz budowali liczne domostwa i studnie. Napływ osadników ostatecznie zakończył się w roku 1936 wraz z ustanowieniem na tym terenie tzw. pomnika narodowego USA, który następnie, w roku 1994, zyskał status parku narodowego.
Każda z grup mieszkańców parku pozostawiła w nim swoje ślady i przyczyniła się do obecnego bogactwa kulturowego parku. Obecnie na jego terenie pod ochroną znajduje się 501 stanowisk archeologicznych, 88 budowli o znaczeniu historycznym, 19 krajobrazów kulturalnych, zaś zbiory muzeum parku zawierają ponad 123 tysiące eksponatów.

## Flora i fauna
Na obszarze parku można znaleźć ponad 700 różnych gatunków roślin. O bogatym zróżnicowaniu flory może świadczyć fakt, że pierwotnie jako nazwę parku proponowano „Park Narodowy Roślin Pustynnych” (ang. Desert Plants National Park). Najbardziej charakterystycznymi roślinami parku są drzewa Jozuego, od których pochodzi nazwa parku, a także kaktusy cholla, które potrafią przetrwać w temperaturze 60 °C.
Na terenie parku znajdują schronienie także liczne gatunki zwierząt, wśród nich 55 gatunków ssaków, 44 gatunki gadów, ponad 250 gatunków ptaków oraz 3 gatunki przystosowanych do życia na pustyni płazów. Ze względu na jego pustynny charakter, większość zwierząt żyjących w parku prowadzi nocny tryb życia, w ciągu dnia szukając schronienia przed promieniami słońca w cieniu lub pod ziemią.